# Centrum Praskie Koneser

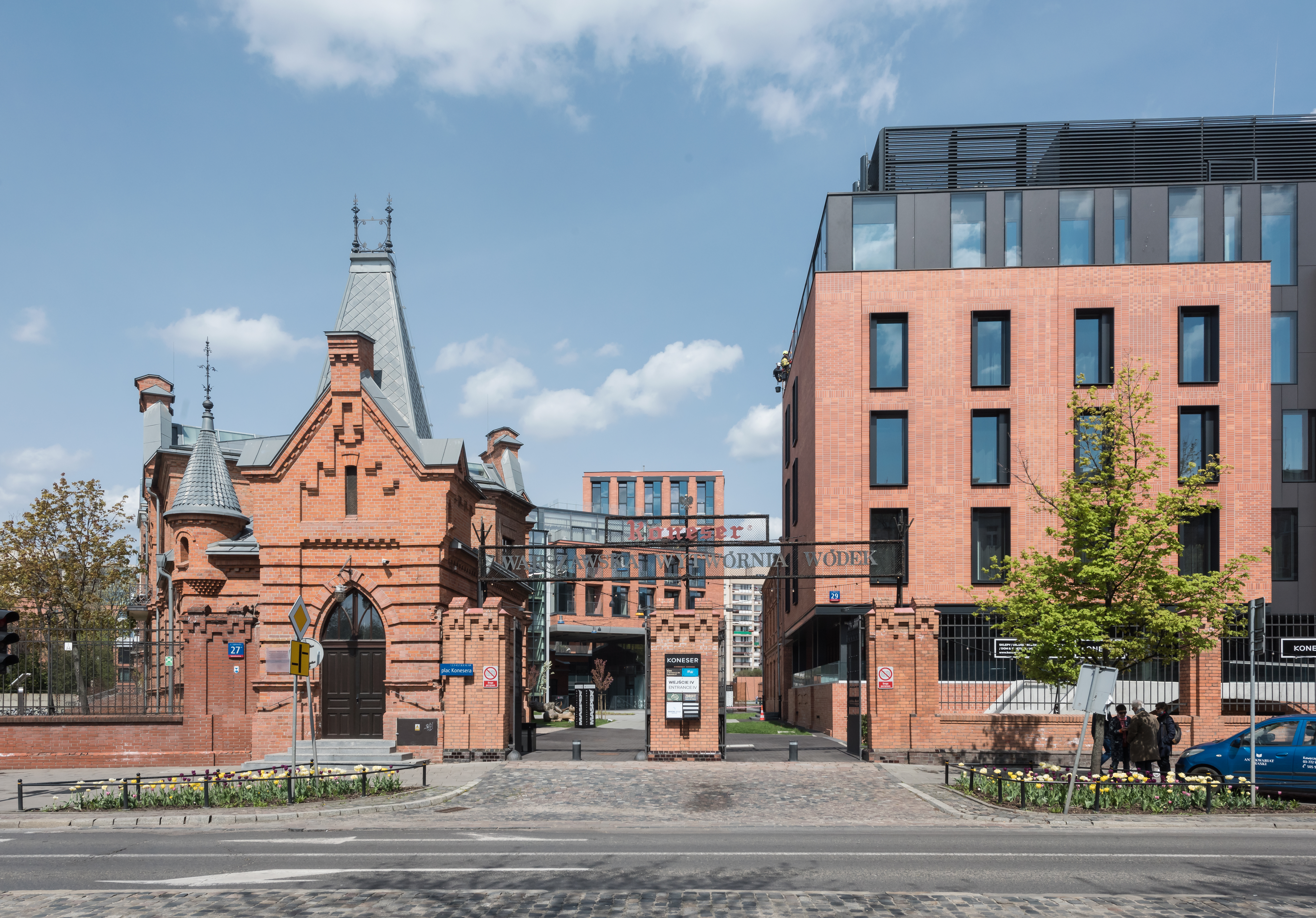
Brama od strony ul. Ząbkowskiej

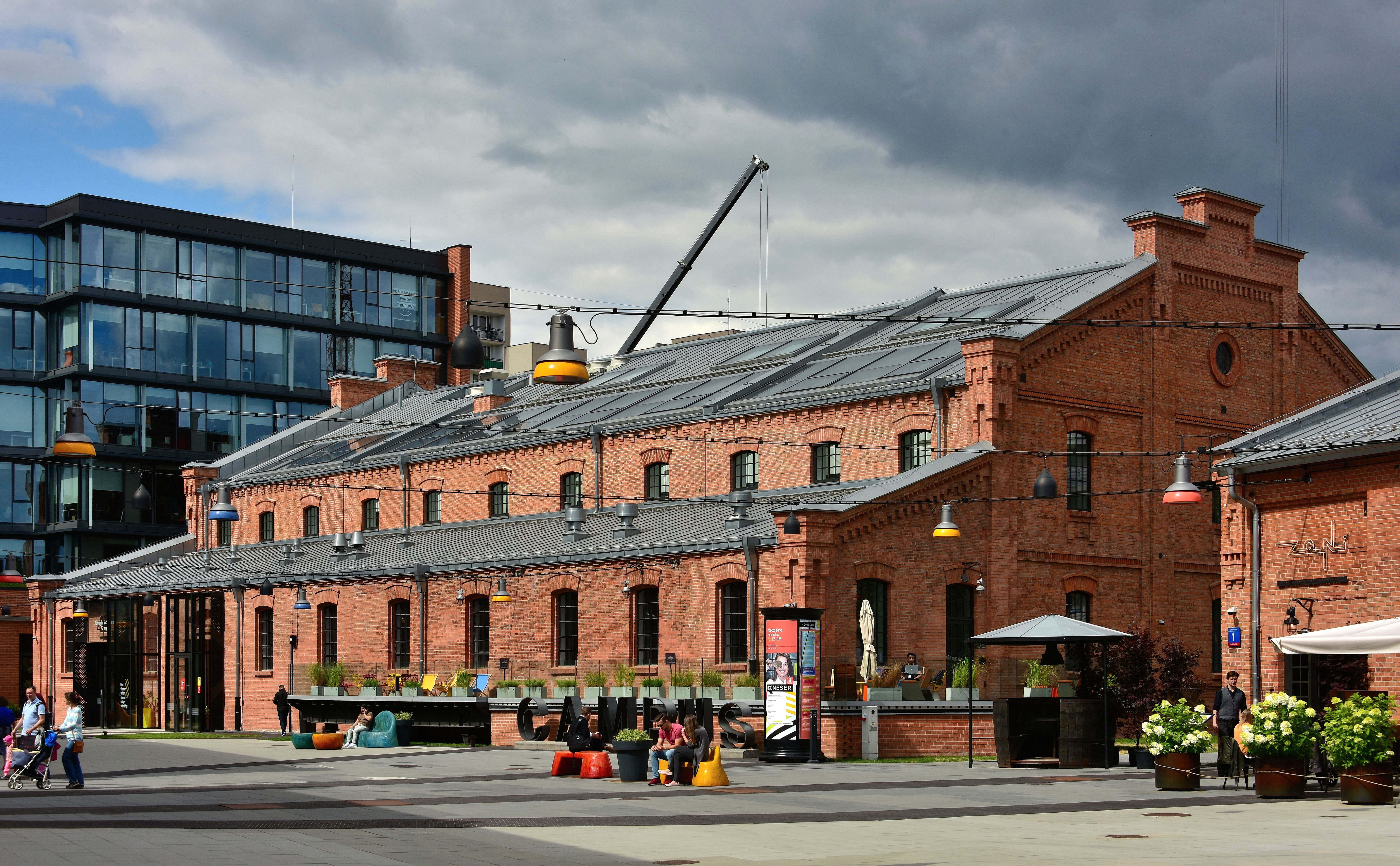
Dawny magazyn spirytusu, od 2017 siedziba Google for Startups Campus

Centrum Praskie Koneser – kompleks obiektów mieszkalnych, biurowych i kulturalno-rozrywkowych (mixed-use) znajdujący się na terenie dawnej Warszawskiej Wytwórni Wódek „Koneser” na Pradze-Północ w Warszawie.
Kompleks znajduje się między ulicami: Ząbkowską, Nieporęcką, Białostocką i Markowską.

## Historia
Warszawska Wytwórnia Wódek „Koneser” (początkowo Fabryka Oczyszczania Spirytusu) powstała w 1897 roku z inicjatywy polsko-rosyjskiego Warszawskiego Towarzystwa Oczyszczania i Sprzedaży Spirytusu. Na obszarze wytwórni poza budynkami przemysłowymi znajdowały się również magazyny, warsztaty, a także obiekty mieszkalne i szkoła.
Fabryka należała do grupy najbardziej zaawansowanych technologicznie warszawskich zakładów produkcyjnych tamtych czasów. Lata świetności Warszawskiej Wytwórni Wódek „Koneser” (tzw. Monopolu) przypadły na dwudziestolecie międzywojenne. Wówczas w fabryce zatrudnionych było ponad 400 osób, a jej możliwości produkcyjne osiągały ćwierć miliona butelek trunku na dobę.
W latach dwudziestych XX wieku Monopol wytwarzał powszechnie rozpoznawalne do dziś na rynku spirytusowym marki wódek: Wyborową, Luksusową, Żubrówkę, Żytniówkę oraz Siwuchę. Rozwój zakładu przerwał wybuch II wojny światowej, w wyniku którego znacząco ograniczono, a później zatrzymano proces produkcyjny. Po wojnie produkcja została wznowiona pod koniec lat 40. XX w. i trwała nieprzerwanie aż do pierwszej dekady XXI w., kiedy pogarszająca się sytuacja przedsiębiorstwa doprowadziła do zakończenia produkcji i likwidacji fabryki.

### Rozbudowa
Wraz z przejęciem terenu przez BBI Development powstała idea utworzenia Centrum Praskiego Koneser. Autorem projektu Centrum Praskie Koneser były pracownie architektoniczne: Juvenes Projekt, Are i Bulanda & Mucha Architekci, a za realizację odpowiadały BBI Development NFI S.A. i Grupa Liebrecht & wooD. Idea związana z Centrum Praskie Koneser była efektem trendu w europejskiej architekturze, polegającego na łączeniu przestrzeni postindustrialnej z żywą tkanką miejską. Nowo powstałe budynki zostały harmonijnie wkomponowane w przestrzeń zrewitalizowanych obiektów fabrycznych. Na parterze budynku administracji pozostawiono fragmenty oryginalnej posadzki.
Inwestycja obejmowała rewitalizację i adaptację postindustrialnych budynków Warszawskiej Wytwórni Wódek Koneser (kordegardy, rektyfikacji, filtracji i magazynów spirytusu), w tym wykorzystanie autentycznych elementów fabrycznej architektury oraz budowę nowoczesnych obiektów wypełniających pozostałą przestrzeń zabytkowej fabryki. Wewnątrz zamkniętego kompleksu powstały mieszkania, budynki biurowe, galerie, pasaż handlowy sklepów renomowanych marek, restauracje, kawiarnie, parking podziemny i system monitoringu.
W 2017 placowi znajdującemu się w centralnej części danego kompleksu wytwórni nadano nazwę plac Konesera. W czerwcu 2018 na terenie kompleksu otwarto Muzeum Polskiej Wódki.

## Charakterystyka

### Mieszkania
Główne obiekty mieszkaniowe Konesera zaplanowano wzdłuż ulic Białostockiej i Nieporęckiej. Utrzymane w stylu soft-loftów, czyli budynków z rozbudowaną przestrzenią wspólną, inspirowanych architekturą industrialną. Obiekt Mennicy Państwowej zaadaptowano na lofty, w których znajdują się liczne oryginalne elementy pochodzące z historycznego budynku.
Zespół urbanistyczny uzyskał pierwsze miejsce ex aequo w konkursie „Najlepszy Projekt Mieszkaniowy 2012–2015” organizowanym przez Polski Związek Firm Deweloperskich w kategorii „Zabudowa zgodna z zasadą zrównoważonego rozwoju”.

### Handel i usługi
Na terenie dawnej zespołu powstały sklepy, restauracje i kawiarnie. W 2019 w jednym z budynków otwarto hotel Moxy.

### Biura
W 2015 roku amerykański koncern Google otworzył w dawnym budynku biurowym fabryki przestrzeń dla przedsiębiorców technologicznych pod nazwą Campus Warsaw (od 2018 Google for Startups Campus Warsaw). W 2017 kampus przeniósł się do znacznie większego budynku dawnego magazynu spirytusu przy pl. Konesera 10.